# Komplex vulkan

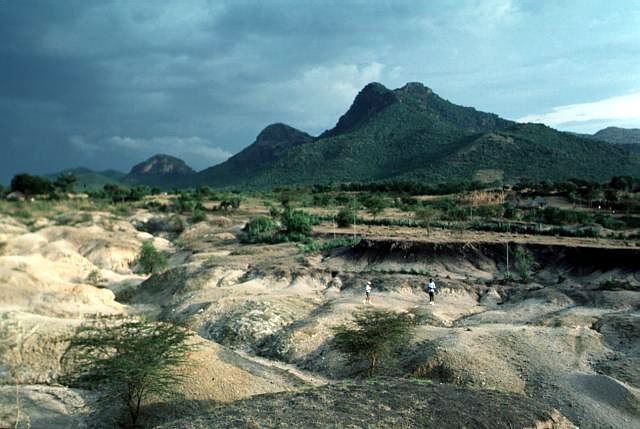
Homa, Kenya under 1994

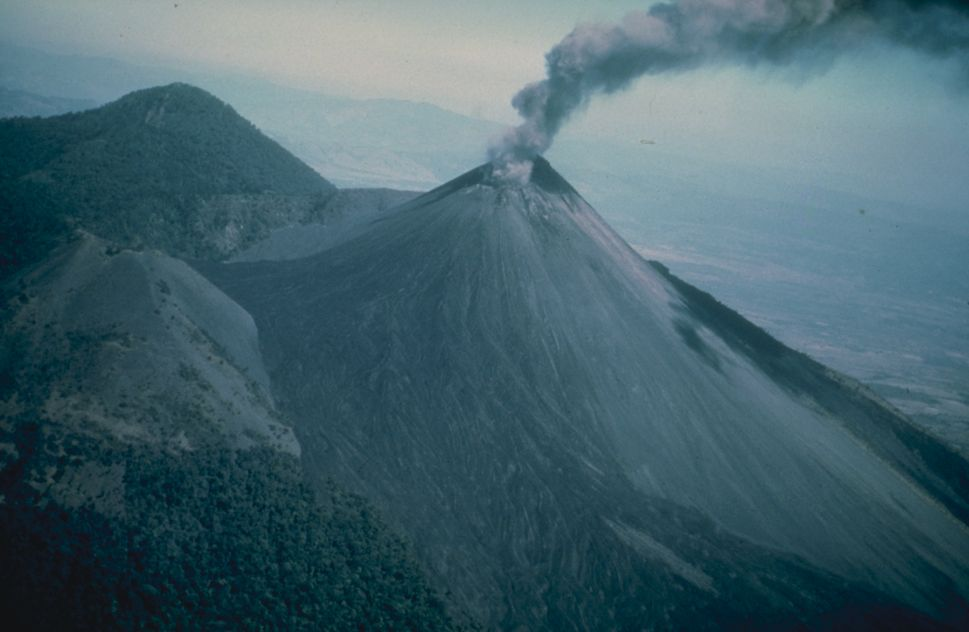
Ett utbrott av Pacaya, Guatemala under 1976

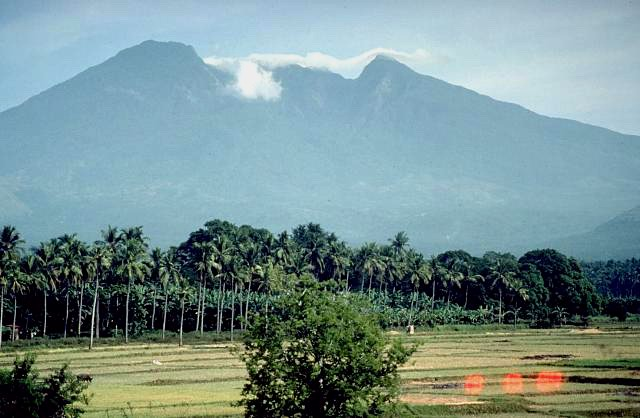
Banahaw, Luzon, Filippinerna under 1989

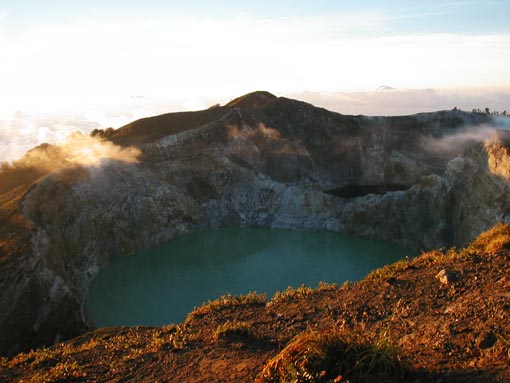
Kelimutu, Flores, Indonesien

En komplex vulkan, också kallad sammansatt vulkan, är en vulkan med mer än en struktur. De olika strukturerna bildas på grund av ändringar hos vulkanens utbrottsmönster eller att det skapas flera kratrar i ett område. Stratovulkaner kan bilda komplexa vulkaner, då de kan överlappa andra vulkaner, som därmed inte kan få några explosiva utbrott, lavaflöden, pyroklastiska flöden eller flera utbrott efter varandra. Detta gör att det bildas flera toppar och kratrar. Stratovulkaner kan också bilda en stor caldera som är fylld med flera små vulkaniska koner, lavadomer och kratrar som kan skapas på calderans kant.
Trots att komplexa vulkaner är en förhållandevis ovanlig typ av vulkan, finns de över hela jordklotet och genom hela den geologiska historien.

## Några komplexa vulkaner
- Asatja (Kamtjatka, Ryssland)
- Asama (Honshū, Japan)
- Banahaw (Luzon, Filippinerna)
- Bennett Lake Caldera (British Columbia/Yukon, Kanada)
- Edziza volcanic complex (British Columbia, Kanada)
- Galeras (Colombia)
- Groznyjgruppen (Kurilerna, Ryssland)
- Homa (Kenya)
- Ischia (Italien)
- Kelimutu (Flores, Indonesien)
- Las Pilas (Nicaragua)
- Long Valley Caldera (Kalifornien, USA)
- McDonaldön (Indiska oceanen, Australien)
- Mount Meager (British Columbia, Kanada)
- Morne Trois Pitons (Dominica)
- Mundua (Niu Briten, Papua Nya Guinea)
- Pacaya (Guatemala)
- Puyehue-Cordón Caulle (Chile)
- Rincón de la Vieja Volcano (Costa Rica)
- Mount Silverthrone (British Columbia, Kanada)
- St. Andrew Strait (Amiralitetsöarna, Papua Nya Guinea)
- Taal, Batangas, Filippinerna
- Three Sisters (Oregon, USA)
- Three Kings (Nya Zeeland)
- Valles Caldera (New Mexico, USA)
- Whale Island (Nya Zeeland)
- Yellowstone Caldera (Wyoming, USA)